# Itzhak Stern
Itzhak Stern (Cracòvia, Polònia, 25 de gener de 1901 - Israel, 1969) va ser un jueu polonès. Va treballar com a comptable a l'empresa d'Oskar Schindler Deutsche Emailwarenfabrik, situada al centre de Cracòvia, on va ser la seva ma dreta Se li atribueix la redacció de la «llista de Schindler», una llista de treballadors i treballadores de les industries de Oskar Schindler. que van sobreviure a l'Holocaust doncs els va protegir com a treballadors "essencials" 
Inicialment, Itzhak Stern simplement va proposar a Oskar Schindler que utilitzés els presoners jueus en la fàbrica enlloc dels presoners polonesos doncs li seria molt més econòmic al cobrar uns sous misèrrims. Oskar Schindler hi va veure l'oportunitat de sortir-ne molt beneficiat i accedí a donar feina a molts jueus que d'altra manera haurien estat qualificats com a treballadors «no essencials» i segurament enviats a un camp d'extermini on haurien trobat una mort segura. En moltes ocasions, Itzhak Stern va haver de falsificar documents de treball per tal que professors o intel·lectuals es fessin passar com a manobres altament especialitzats, treballadors essencials.
La relació entre Schindler i Stern, va iniciar-se per a un interès purament professional: Stern era un comptable ordenat i metòdic que gestionava amb eficàcia cada moviment de les empreses de Schindler. Amb el temps, però, van construir una relació d'amistat i gran respecte mutu. Quan Itzhak Stern va morir el 1969, Oskar Schindler va plorar desconsoladament al seu funeral.
A la pel·lícula La llista de Schindler, rodada per Steven Spielberg el 1993, Ben Kingsley va interpretar el paper de Itzhak Stern.